# Michael Angarano
Michael Anthony Angarano (3 december 1987) is een Amerikaans acteur.
Angarano speelt al sinds de jaren 90 als kindster in films. Zo had hij een bijrol in For Richer or Poorer (1997). Hij kreeg in 2001 een terugkerende rol in Will & Grace, waardoor hij bekender werd. Nadat hij in 2002 tegenover Evan Rachel Wood in Little Secrets te zien was, kwam zijn doorbraak in 2005. Hij kreeg toen de hoofdrol in de film Sky High. In hetzelfde jaar was Angarano ook in Dear Wendy, One Last Thing... en Lords of Dogtown te zien.
In 2007 was Angarano te zien in The Final Season, Snow Angels en Man in the Chair. Hij heeft een terugkerende rol in 24. In 2008 maakte hij opnames voor de film Gentlemen Broncos. Michael Angarano had in 2008 een rol in de kung fu film The Forbidden Kingdom. In 2011 was Michael Angarano te zien in Red State. In 2011 had hij ook nog een kleine rol in de film Haywire van Steven Soderbergh. In 2012 speelde hij in The English Teacher naast Julianne Moore and Greg Kinnear. In 2023 speelde Angarano de rol van Robert Serber in de Christopher Nolan film Oppenheimer.